# Cavalier Faidit
Albums de Lou Dalfin
I Virasolelhs
(2007)
Cavalier Faidit est un album de Lou Dalfin sorti en décembre 2011. Lou Dalfin reprend le nom des chevaliers occitans dépossédés de leurs terres et mis hors-la-loi par les français lors de la Croisade des Albigeois.

## Liste des titres
| No  | Titre                     | Durée |
| --- | ------------------------- | ----- |
| 1.  | Randolina                 |       |
| 2.  | Serena                    |       |
| 3.  | Picar lo ferre-Correnta   |       |
| 4.  | Vidorle                   |       |
| 5.  | Rota d'amont              |       |
| 6.  | Fila                      |       |
| 7.  | Cavalier faidit           |       |
| 8.  | Adiu Leon                 |       |
| 9.  | La frema del rei-O'Gweddo |       |
| 10. | Anchoier                  |       |
| 11. | Labrit                    |       |
| 12. | Lo retorn di corsaris     |       |
| 13. | Bachasset                 |       |
| 14. | Passamontanhas            |       |
| 15. | Ome sarvatge              |       |
| 16. | Nebla                     |       |